# اولیویا روزنتال
اولیویا روزنتال (به فرانسوی: Olivia Rosenthal) نویسنده رمان‌نویس و دراماتورژ قرن بیستم میلادی اهل فرانسه است.